# Lirellodisca pyrenulispora
Lirellodisca pyrenulispora är en svampart som beskrevs av Aptroot 1998. Lirellodisca pyrenulispora ingår i släktet Lirellodisca och familjen Patellariaceae.   Inga underarter finns listade i Catalogue of Life.